# 托把湖
托把湖，位于中国西藏自治区那曲市尼玛县境内，地处尼玛县中东部，西南与映天湖相连。湖面海拔4831米，面积10平方公里，其中水域面积5.3平方公里。湖区气候干寒，年均气温-6℃，年降水量150毫米左右。湖水主要依靠泉水补给。湖水中富含钾。